# Lichnanthe rathvoni
Lichnanthe rathvoni is een keversoort uit de familie Glaphyridae. De wetenschappelijke naam van de soort is voor het eerst geldig gepubliceerd in 1863 door Leconte.